# 瓜拉克萨巴
瓜拉克萨巴是巴西巴拉那州的一个市镇。总面积2018.906平方公里，总人口7890人，人口密度3.9人/平方公里。